# Kivijärvi (sjö i Finland, Lappland, lat 66,62, long 26,92)
Kivijärvi är en sjö i Finland. Den ligger i kommunen Kemijärvi i landskapet Lappland, i den norra delen av landet, 700 km norr om huvudstaden Helsingfors. Kivijärvi ligger 187,2 meter över havet. Arean är 56,3 hektar och strandlinjen är 5,57 kilometer lång. Sjön  ingår i Kemi älvs huvudavrinningsområde. 